# Conus lohri
Espèce
Conus lohri est une espèce de mollusques gastéropodes marins de la famille des Conidae.
Comme toutes les espèces du genre Conus, ces escargots sont prédateurs et venimeux. Ils sont capables de « piquer » les humains et doivent donc être manipulés avec précaution, voire pas du tout.

## Description
La taille de la coquille varie entre 40 mm et 80 mm.

## Distribution
Cette espèce marine est présente du nord du KwaZulu-Natal, en Afrique du Sud, jusqu'en Afrique de l'Est.

## Taxinomie

### Publication originale
L'espèce Conus lohri a été décrite pour la première fois en 1972 par le malacologiste sud-africain Richard Neil Kilburn (d) dans « Annals of the Natal Museum »,.

### Synonymes
- Conus (Darioconus) lohri Kilburn, 1972 · appellation alternative
- Cylindrus pennaceus f. lohri (Kilburn, 1972) · non accepté
- Darioconus lohri (Kilburn, 1972) · non accepté